# Linke SchülerInnen Aktion
Die Linke SchülerInnen Aktion (kurz LiSA) war ein deutscher bundesweiter Zusammenschluss politisch links orientierter Schüler, die gemeinsam für eine bessere Bildungs- und Schulpolitik eintraten. Die bestehende Ordnung, besonders in Schulen, wurde von ihnen als autoritär abgelehnt, sie sollte von Grund auf freiheitlich und demokratisch aufgebaut werden. LiSA setzte sich in emanzipatorischem Sinne für ein freies, selbstbestimmtes Lernen und Leben ein.

## Geschichte
Ursprünglich gab es in den 1970er Jahren die Liberale Schüleraktion, die den Jungdemokraten nahestand und durch diese initiiert wurde.
Mitte der 1980er Jahre als Schülergruppe (damals Liberale Schüleraktion) der Jungdemokraten entstanden, versuchte LiSA über schulspezifische Themen eine Politisierung an den Schulen zu erreichen, bzw. zu unterstützen. Forderung der LiSA waren unter anderem Abschaffung von Zeugnissen und Noten, Drogenfreigabe, Allgemeinpolitisches Mandat für Schülervertretungen, Abschaffung des dreigliedrigen Schulsystems. Eine formelle Mitgliedschaft bestand nicht, allerdings traten viele der bei LiSA aktiven Schüler den Jungdemokraten bei. Zeitweilig hatten Mitglieder der LiSA erheblichen Einfluss auf verschiedene Landesschülervertretungen. Bildungsarbeit für Schüler wurde vor allem in Nordrhein-Westfalen gemeinsam mit dem Ludwig-Quidde-Forum organisiert. Nachdem Anfang der neunziger Jahre viele Gruppen zerfielen, wurde die LiSA 1997 in Berlin neu gegründet.
Im Jahr 2005 wurde die LiSA wiederbelebt. In einigen Städten Süddeutschlands, vor allem in Hessen und Rheinland-Pfalz, kam es zu Neugründungen von LiSA Gruppen, die auch bundesweit vernetzt waren. Seit 2007 wurden die Websites der LiSA-Gruppen nicht mehr aktualisiert. Seit dieser Zeit ist keine Aktivität mehr feststellbar.

## Grundsätze
Grundsätzlich sah sich LiSA an keine Ideologien und Dogmen gebunden. Gemeinsam war den Mitgliedern jedoch ein Bekenntnis zu Demokratie, Freiheit und Gleichberechtigung.
Ihr radikaldemokratisches Verständnis teilte LiSA mit dem Jugendverband JungdemokratInnen/Junge Linke.

## Struktur
LiSA hatte eine offene Struktur. Im Aufbau des Netzwerks ließen sich keine Hierarchien erkennen, es existierten keine Vorstände. Vielmehr war die Gruppe stark föderalistisch ausgerichtet, d. h. die lokalen Gruppen waren unabhängig und an keine Beschlüsse von höheren Ebenen gebunden. Ein Austausch auf Bundesebene fand dennoch über regelmäßige Treffen statt.

## Aktivitäten
- LiSA-Gruppen trafen sich regelmäßig zu regionalen und überregionalen Veranstaltungen.
- LiSA gab die Radikaldemokratische SchülerInnenzeitung radZ als Beilage der tendenz (Zeitung des JungdemokratInnen/Junge Linke Bundesverbandes) heraus.
- LiSA organisierte Kampagnen, so z. B. eine Kampagne gegen Noten, bei der sie von diversen Bündnispartnern unterstützt wurde. Im Rahmen dieser fanden in verschiedenen deutschen Städten Zeugnisvernichtungsaktionen statt.